# Scheid, Vulkaneifel
Scheid là một đô thị thuộc huyện Vulkaneifel, trong bang Rhineland-Palatinate, phía tây nước Đức. Đô thị này có diện tích 5,49 km², dân số thời điểm ngày 31 tháng 12 năm 2006 là 127 người.